# Hahaha
Hahaha (하하하?) è un film del 2010 scritto e diretto dal regista sudcoreano Hong Sang-soo.
Il film ha vinto il premio di miglior film nella sezione Un Certain Regard del Festival di Cannes 2010. Questo film non è stato distribuito nelle sale cinematografiche italiane, tuttavia è stato trasmesso in televisione da Rai 3 domenica 22 febbraio 2015 con dialoghi in lingua coreana  sottotitolati in lingua italiana.

## Trama
Il regista Jo Moon-kyung ha deciso di lasciare Seul e la Corea del Sud per trasferirsi in Canada da una sua zia. Qualche giorno prima della sua partenza, Moon-kyung incontra il suo amico Bang Joong-sik, un critico cinematografico. Durante la conversazione, seduti al tavolino di un bar, i due scoprono casualmente di essere stati entrambi di recente nella stessa cittadina balneare di Tongyeong; i due decidono perciò di raccontarsi le loro esperienze del viaggio, a condizione di scegliere solo i ricordi piacevoli. I due amici, tuttavia, non si rendono conto di essere stati a Tongyeong nello stesso tempo, né di aver frequentato gli stessi luoghi e le stesse persone.